# PGC 11252
LEDA/PGC 11252, auch UGC 2441, ist eine Spiralgalaxie vom Hubble-Typ Scd im Sternbild Walfisch südlich der Ekliptik. Sie ist schätzungsweise 137 Millionen Lichtjahre von der Milchstraße entfernt und hat einen Durchmesser von etwa 85.000 Lichtjahren. Vom Sonnensystem aus entfernt sich das Objekt mit einer errechneten Radialgeschwindigkeit von näherungsweise 3.000 Kilometern pro Sekunde.
Gemeinsam mit vier weiteren Galaxien bildet sie die NGC 1137-Gruppe LGG 79. Im selben Himmelsareal befinden sich unter anderem die Galaxien NGC 1153, PGC 11265, PGC 213132, PGC 1254694.